# Keimfarben
Keimfarben GmbH – niemieckie przedsiębiorstwo z sektora MŚP, mające siedzibę w Diedorfie koło Augsburga. Należy ono do grupy przedsiębiorstw Leonhard Moll AG i jest wiodącym na świecie producentem farb krzemianowych.
Założyciel firmy Adolf Wilhelm Keim jest uważany za wynalazcę farb krzemianowych (mineralnych), które z końcem XIX wieku zrewolucjonizowały rzemiosło budowlane i malarskie.

## Historia

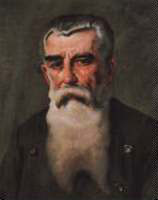
Adolf Wilhelm Keim

W okresie panowania króla Bawarii Ludwika I rozpoczęto intensywne badania szkła wodnego. Ten posiadający wyrobiony zmysł artystyczny monarcha był do tego stopnia zachwycony barwnymi wapiennymi freskami północnych Włoch, że chciał cieszyć się takimi dziełami również w swoim królestwie, Bawarii Ostra niemiecka pogoda, znacznie surowsza niż we Włoszech, szybko jednak niszczyła malowidła.
Rzemieślnikowi i badaczowi Adolfowi Wilhelmowi Keim udało się wreszcie znaleźć odpowiednie proporcje mieszania szkła wodnego (krzemianu potasu) z pigmentami mineralnymi i stworzyć farbę, będącej w stanie sprostać klimatowi na północ od Alp i zapewniającej odpowiednią głębię barw. Powodem trwałości farby jest reakcja chemiczna lepiszcza z podłożem (sylifikacja). W 1878 r. Adolf Wilhelm Keim opatentował swoje farby mineralne, kładąc tym samym kamień węgielny pod dzisiejsze przedsiębiorstwo Keimfarben GmbH. Pierwszy zakład produkcyjny znajdował się w pobliżu kamieniołomu wapna w miejscowości Offenstetten (należącej dziś do Abensberg) w Dolnej Bawarii.

## Struktura koncernu

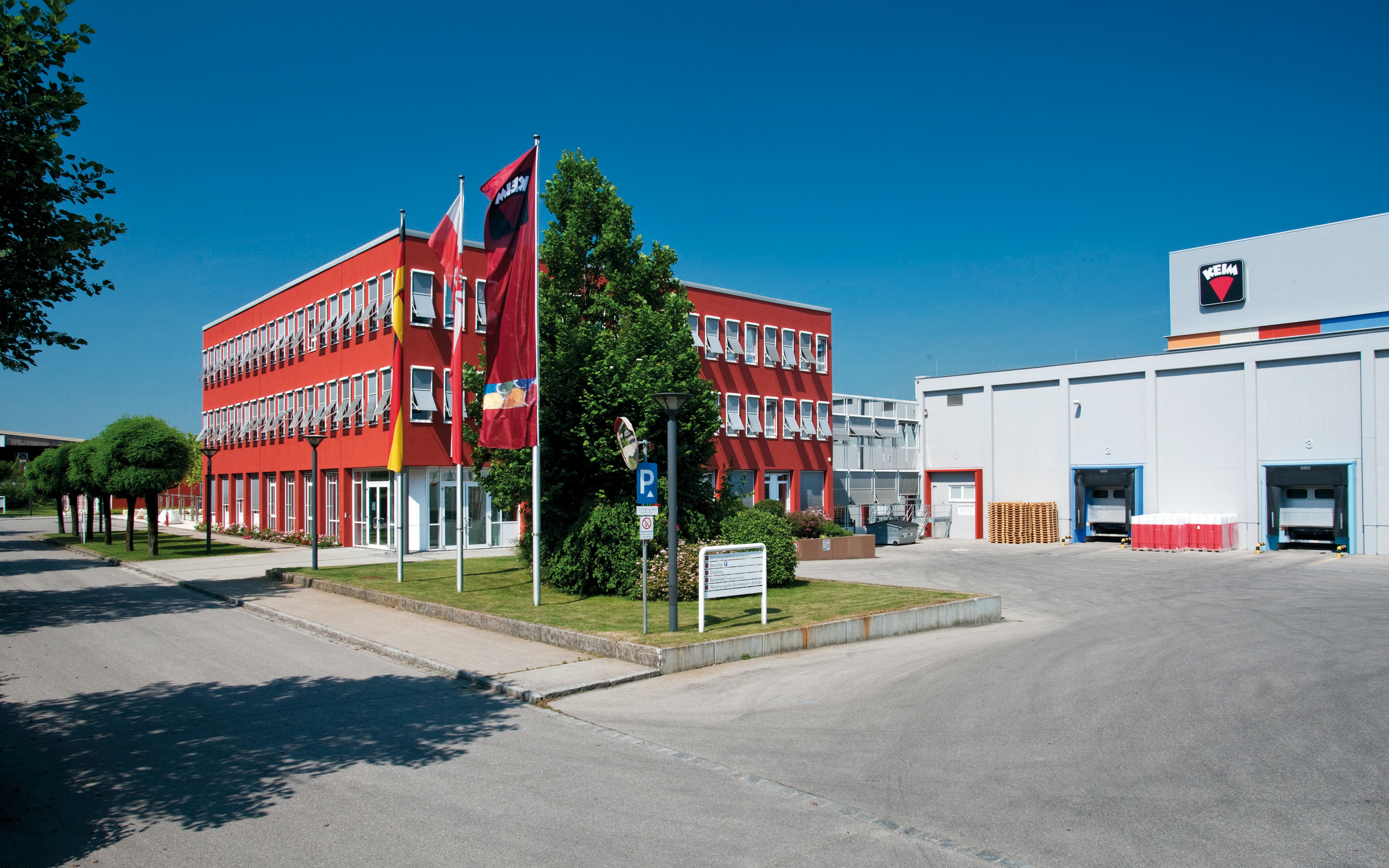
Siedziba główna w Diedorf, Niemcy

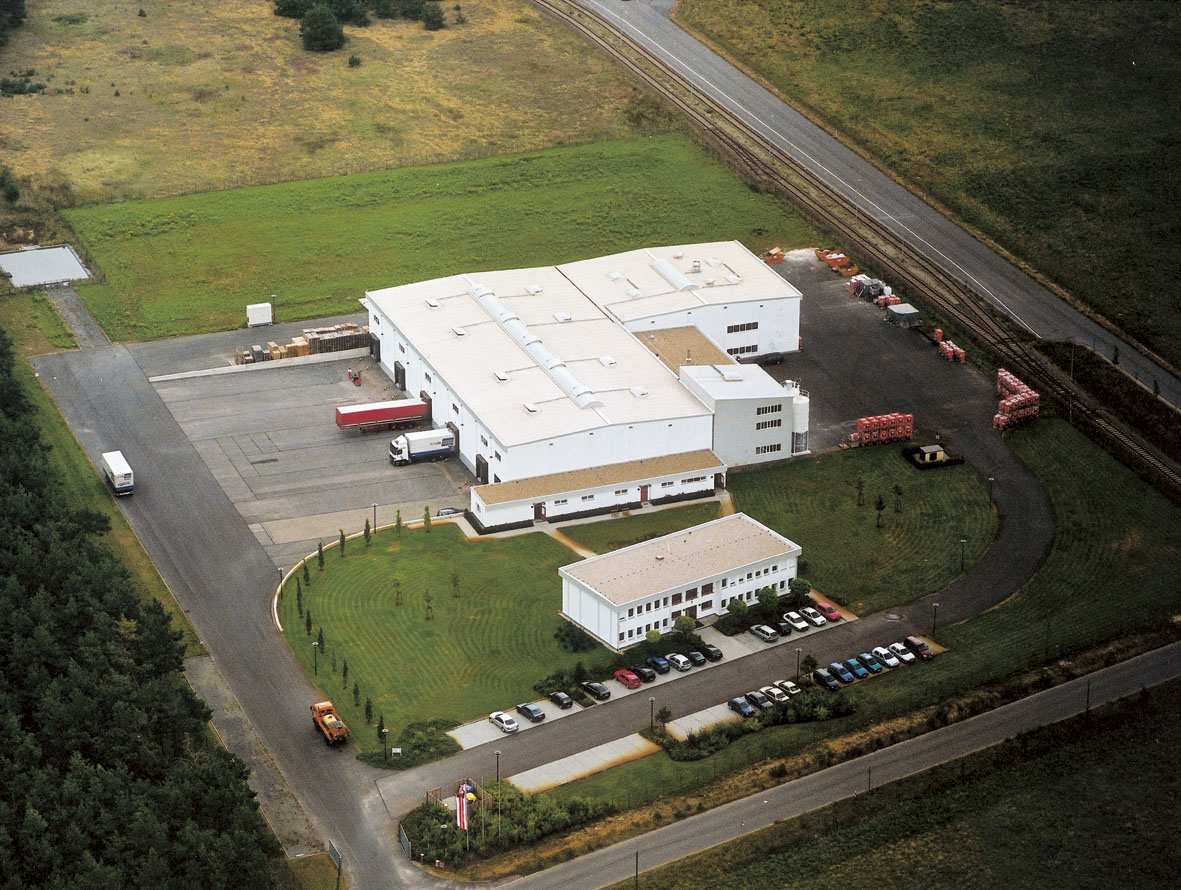
Zakład filialny w Alteno

Keimfarben posiada dwa zakłady w Niemczech: jeden w Diedorfie (siedziba główna) i jeden w Alteno/Luckau. Łącznie jedenaście zagranicznych spółek zależnych działa w Europie (Austria, Szwajcaria, Włochy, Francja, Hiszpania, Holandia, Wielka Brytania, Skandynawia, Polska, Czechy) i w Stanach Zjednoczonych. W krajach, w których Keimfarben nie posiada własnej spółki zależnej dystrybucję zapewniają autoryzowani sprzedawcy (w Australii, Kanadzie, Chinach, Singapurze, Malezji i Rosji). W dniu 6 września 2012 r. spółka Keimfarben GmbH & Co KG zmieniła formę prawną i działa od tej pory pod nazwą „Keimfarben GmbH”.

## Gama produktów
Kamieniem węgielnym sukcesu Keimfarben stała się opracowana przez Adolfa Wilhelma Keim w 1878 r. farba KEIM Purkristalat, będąca dwuskładnikową farbą krzemianową. W 1962 roku na rynek weszła druga generacja Keimfarben w postaci Keim Granital, pierwszej krzemianowej farby emulsyjnej, która w przeciwieństwie do farby Purkristalat jest jednoskładnikowa i tym samym łatwiejsza do nanoszenia. Opracowana w roku 2002 przez Keimfarben farba Keim Soldalit jest farbą zolowo-krzemianową bądź farbą krzemianową z krzemionką koloidalną (lepiszcze krzemionka koloidalna plus szkło wodne).
Keimfarben produkuje systemy farb do zastosowań wewnątrz i na zewnątrz budynków, tynki mineralne i masy szpachlowe, systemy do napraw kamieni naturalnych, zintegrowane systemy izolacji cieplnej oraz wyroby do naprawy i ochrony powierzchni betonowych.